# EBEX
L'esperimento EBEX (dall'inglese E and B experiment) misurerà la Radiazione cosmica di fondo (CMB) di una parte del cielo durante due voli sub-orbitali (ad alta quota) su pallone aerostatico. È un esperimento per ottenere un'immagine larga e ad altà fedeltà delle anisotropie di polarizzazione della CMB. Usando un telescopio che vola ad una quota di 42000 metri è possibile ridurre l'assorbimento atmosferico al minimo. Questo permette una riduzione dei costi rispetto ad una sonda spaziale, ma viceversa permette di ottenere la mappa di una piccola parte di cielo, al contrario di una missione spaziale, come ad esempio WMAP.
Il primo volo è nel 2008 sopra il Nord America per eseguire dei test. Il volo successivo sarà nel 2009 e il pallone sarà lanciato dalla Stazione McMurdo nell'Antartico. Userà un vortice polare per volare attorno al Polo Sud, ritornando dopo due settimane.

## Strumentazione
EBEX è equipaggiato con un telescopio a configurazione Dragone che permette una risoluzione angolare di 8 arcominuti nelle bande di frequenza centrate attorno a 150, 250 e 410 GHz. Il polarimetro è fissato su un piatto acromatico a mezza-onda, in continua rotazione, su un supporto a cuscinetto magnetico superconduttivo e una griglia di fili polarizzante. La griglia, montata a 45 gradi rispetto alla luce incidente, trasmette una componente polarizzata e riflette quell'altra. Ogni stato di polarizzazione è consecutivamente misurato dal suo piano focale con un campo di vista istantaneo di 6 gradi sul cielo.